# Anne Donovan
Pour les articles homonymes, voir Donovan.
Anne Donovan, née le 1er novembre 1961 à Ridgewood dans le New Jersey et morte le 13 juin 2018 à Wilmington (Caroline du Nord), est une joueuse puis entraîneuse américaine de basket-ball, devenue l'une des figures les plus marquantes du basket-ball féminin.

## Biographie
Joueuse de grand taille avec ses 2,03 m, Anne Donovan est à son époque la joueuse la plus sollicitée pour son entrée en université. Au sein des Lady Monarchs de l' Université Old Dominion, dirigée par Marianne Stanley, qui a remporté la bataille pour s'attacher ses services, elle détient de nombreux records comme le nombre de points, de rebonds et de contres. Elle affiche ainsi pour sa carrière universitaire un double-double avec 20 points et 14,5 rebonds par match.
Sa carrière universitaire se situe à la charnière des années de l'AIAW (dont elle remporte le titre national en 1980) et des débuts du championnat féminin NCAA en 1982 . Le 14 décembre 1979, alors qu'elle n'a que 18 ans, son équipe des Lady Monarchs championne AIAW en titre affronte à Norfolk (Virginie), l'équipe nationale d'URSS de l'immense pivot Uljana Semjonova, qui s'impose 76 à 66 face à ODU.
À l’époque, peu de possibilités existent pour effectuer une carrière professionnelle. Elle rejoint donc le Japon puis l'Italie où elle termine sa carrière de joueuse.
Durant cette carrière de joueuse, elle remporte deux titres de championne olympique avec les victoires à Los Angeles 1984 et Séoul 1988, manquant les jeux de Moscou en 1980 en raison du boycott américain. Elle est vice-championne en 1983 et championne du monde en 1986.
Après sa carrière de joueuse, elle revient à son université d'Old Dominion, tout d'abord en tant qu'assistante de l'entraîneur puis enfin dans le rôle d'entraîneuse titulaire. Après deux saisons à ce poste, elle rejoint les ligues professionnelles, tout d'abord au sein de la défunte ligue ABL chez les Rage de Philadelphie. Puis elle rejoint la WNBA chez le Fever de l'Indiana puis le Sting de Charlotte qu'elle conduit en finale WNBA, finale perdue face aux Sparks de Los Angeles de Lisa Leslie.
En 2003, elle rejoint le Storm de Seattle en tant qu'assistante, équipe qui possède deux joueuses dominantes avec l'Australienne Lauren Jackson et la star universitaire des Huskies d'UConn Sue Bird. Cette dernière souligne : « Nous avions 21 et 22 ans. C'était un moment important dans nos carrières, mais nous ne le réalisions pas vraiment. Et Anne fut là pour nous guider, d'une façon qu'aucun autre entraîneur n'aurait pas faire à ce moment. » Avec le titre WNBA pour le Storm en 2004, elle devient la première femme à diriger une équipe qui remporte championnat, et conduit Jackson à deux récompenses de MVP.
La saison suivante, elle devient la première femme entraînant une équipe WNBA à atteindre les 100 victoires.
En parallèle de sa carrière en club, USA Basketball lui confie en janvier 2006 la charge de conduire la sélection américaine avec pour objectif la défense du titre olympique lors des Jeux de 2008 à Pékin, où les États-Unis remportent la médaille d'or.
Après deux saisons au Liberty de New York, puis deux à l’Université de Seton Hall, elle est nommée au Sun du Connecticut en janvier pour remplacer Mike Thibault, qui fut son assistant en équipe nationale.
En mai 2015, elle s'exprime publiquement à la suite de l'annonce de la nomination d'Isiah Thomas à la présidence de son ancien club du Liberty de New York alors que Thomas avait été poursuivi pour harcèlement sexuel en 2007 quand il était président et entraîneur des Knicks de New York. En juillet, elle est nommée au FIBA Hall of Fame. Le 5 août 2015, elle devient le quatrième entraîneur et la seule femme (avec Van Chancellor, Mike Thibault et Dan Hughes) à obtenir une 200e victoire en WNBA lors d'un succès du Sun face aux Stars de San Antonio. Au terme de cette troisième saison sans play-offs (15 victoires - 19 défaites en 2015 et 38 victoires - 64 défaites sur trois ans), elle démissionne de son poste d'entraîneuse du Sun.
Elle meurt le 13 juin 2018 d'une crise cardiaque à  Wilmington (Caroline du Nord),, quelques jours après avoir participé à l'introduction au Hall of Fame de son ancienne entraîneuse au lycée Rose Marie Battaglia.

## Clubs successifs
Joueuse
- Lady Monarchs d'Old Dominion
- Shizuoka
- 1983-1989 : Modène

Entraîneuse
- 1989-1995 : Lady Monarchs d'Old Dominion (assistante entraîneuse)
- 1995-1997 : Pirates d'East Carolina
- 1997-1998 : Rage de Philadelphie (ABL)
- 2000 : Fever de l'Indiana
- 2001 : Sting de Charlotte
- 2002 : Storm de Seattle (Assistante entraîneuse)
- 2003-2007 : Storm de Seattle
- 2009-2010 : Liberty de New York
- 2009-2013 : Pirates de Seton Hall
- 2013-2015 : Sun du Connecticut

## Palmarès
Joueuse
- Jeux olympiques d'été
  -  Médaille d'or des Jeux olympiques de 1984 à Los Angeles
  -  Médaille d'or des Jeux olympiques de 1988 à Séoul
- Championnat du monde
  -  Médaille d'argent au Championnat du monde 1983
  -  Médaille d'or au Championnat du monde 1986

Entraîneuse
- Vainqueur de la WNBA en 2004 avec le Storm de Seattle
- Finaliste de WNBA en 2001 avec le Sting de Charlotte
- Médaille d'or des Jeux olympiques de 2008 à Pékin